# Monachil
Monachil – gmina w Hiszpanii, w prowincji Grenada, w Andaluzji, o powierzchni 88,92 km². W 2014 roku gmina liczyła 7398 mieszkańców.